# Gymnostachyum
Gymnostachyum är ett släkte av akantusväxter. Gymnostachyum ingår i familjen akantusväxter.

## Bildgalleri

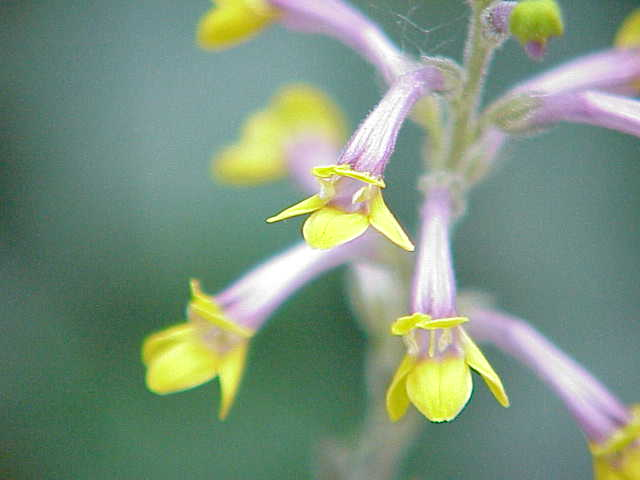
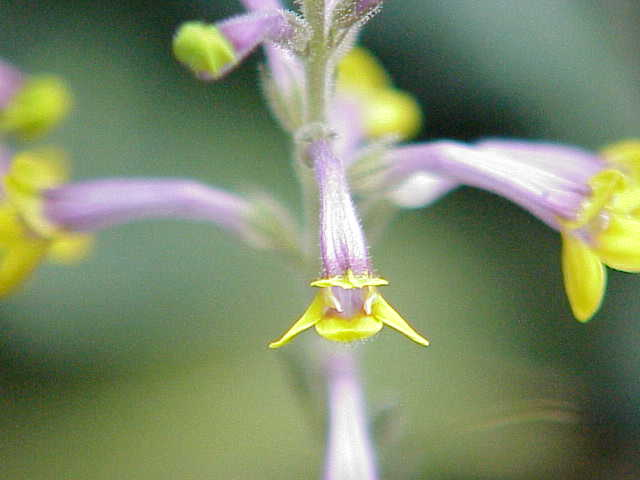
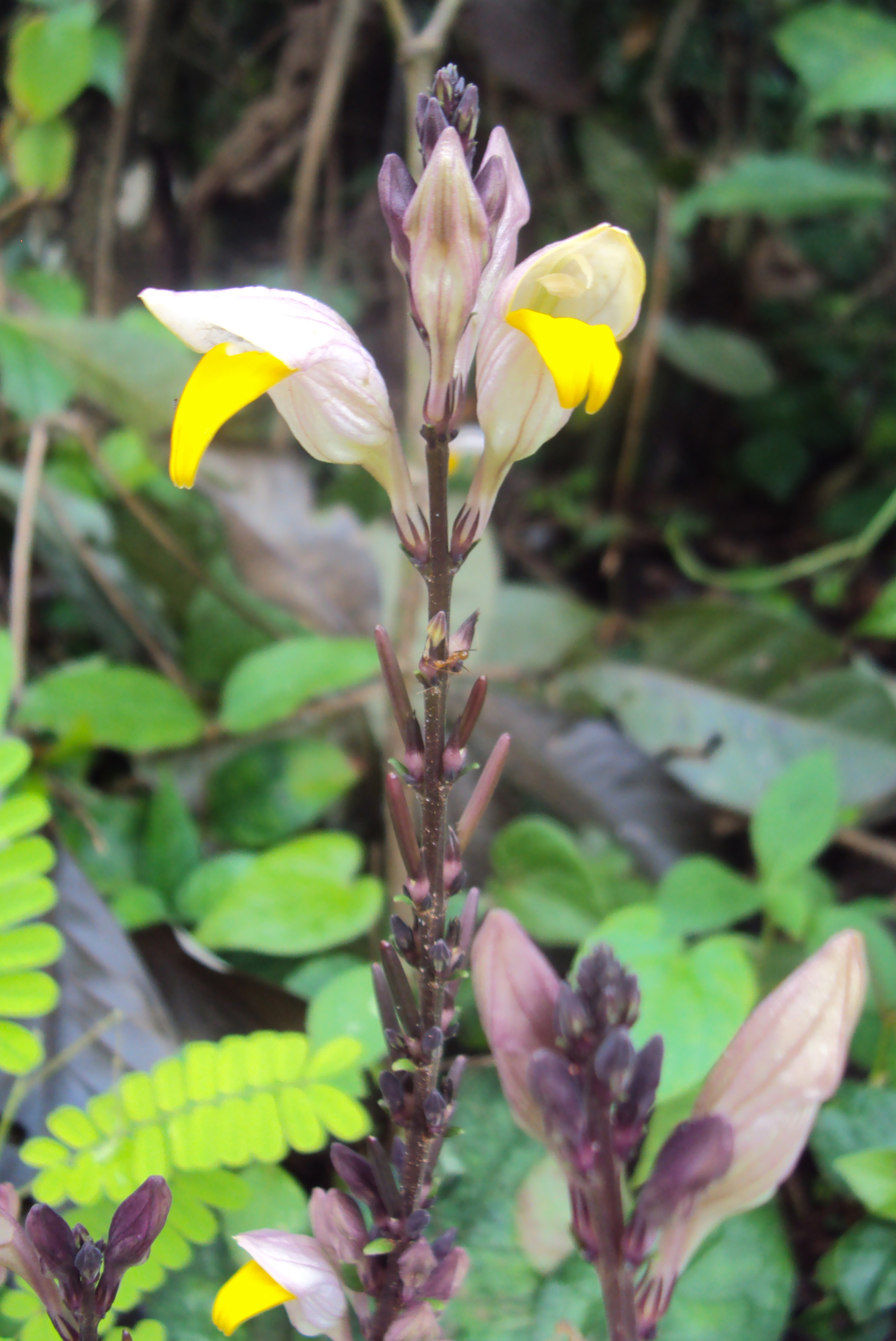
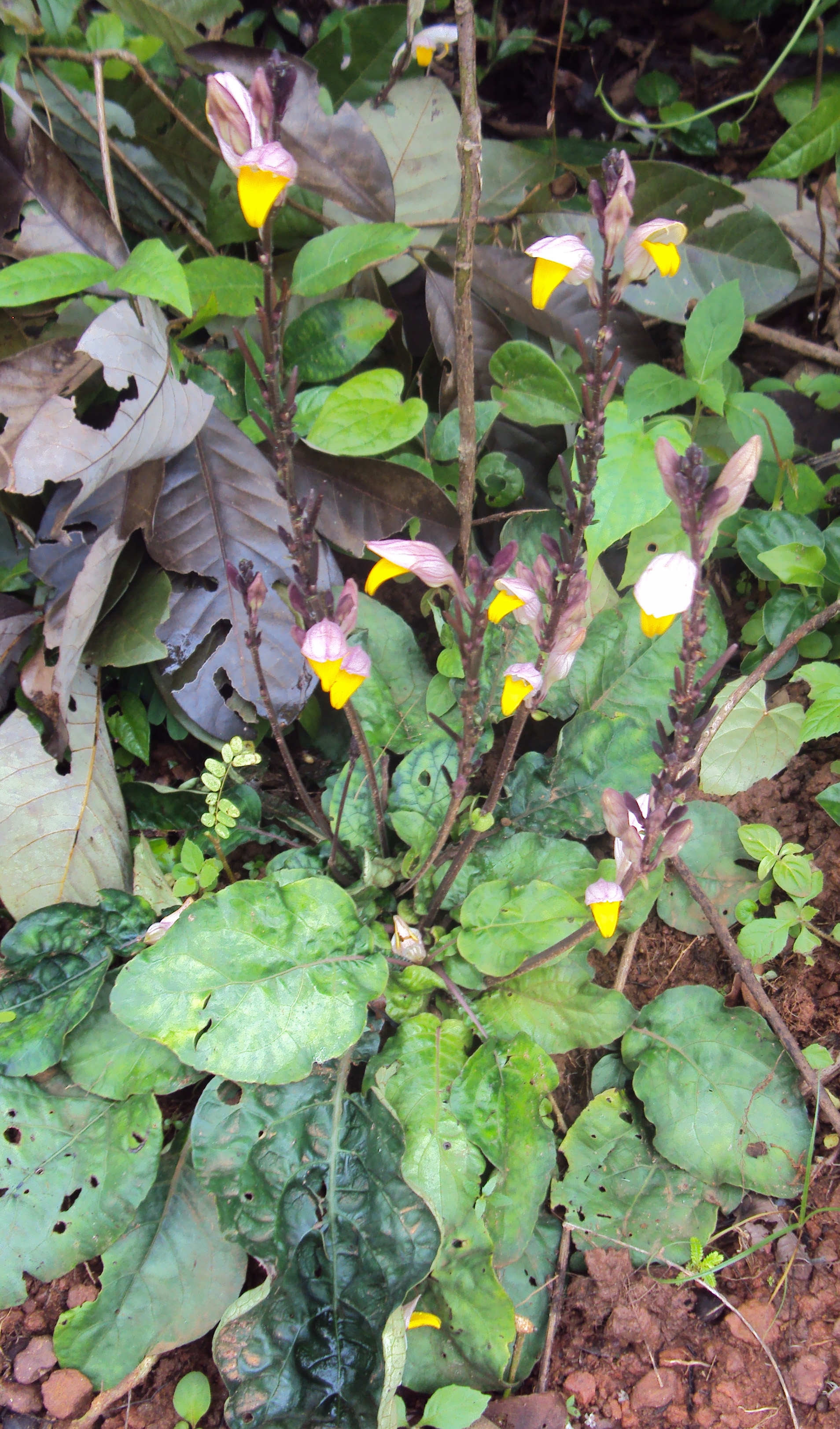
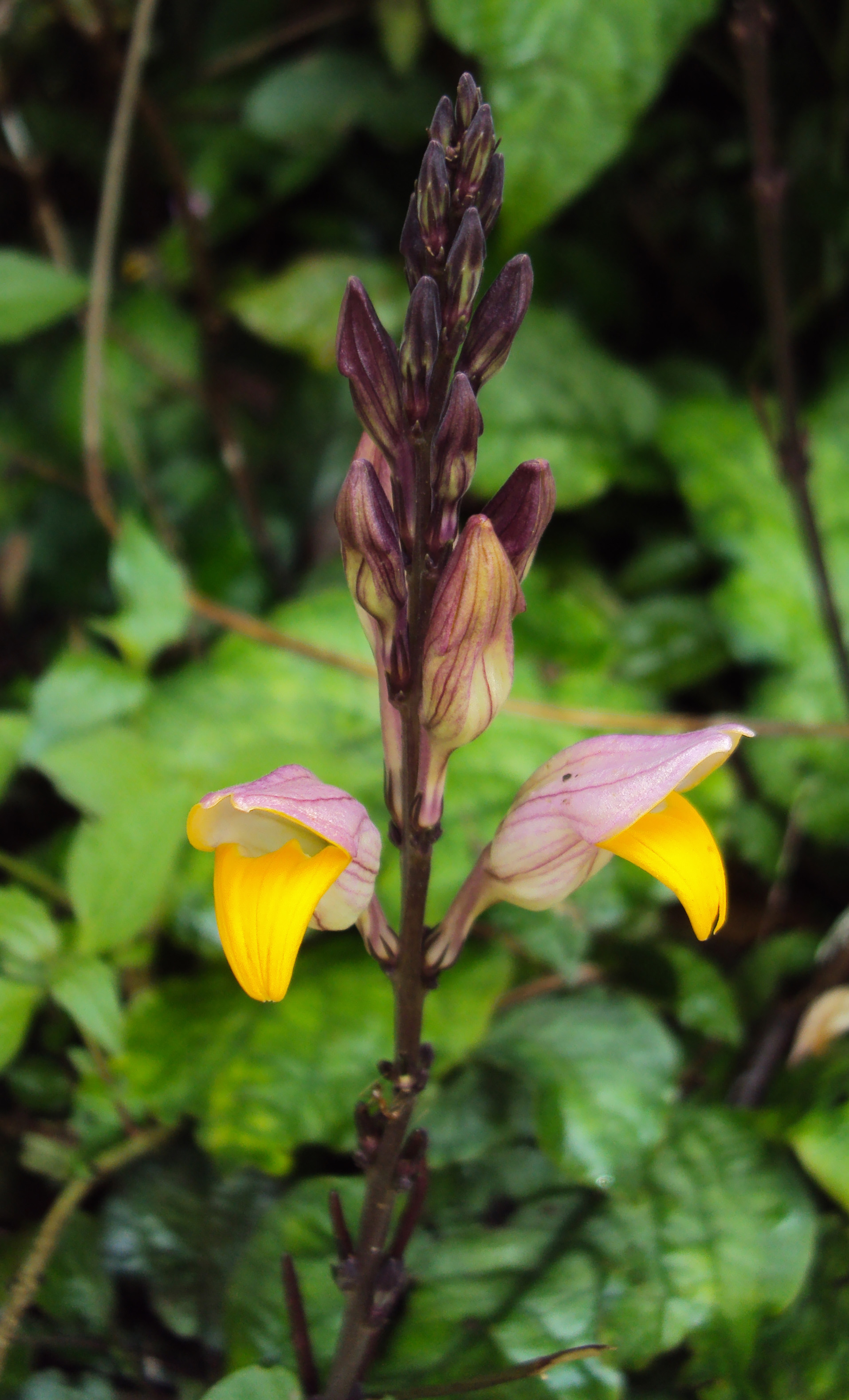
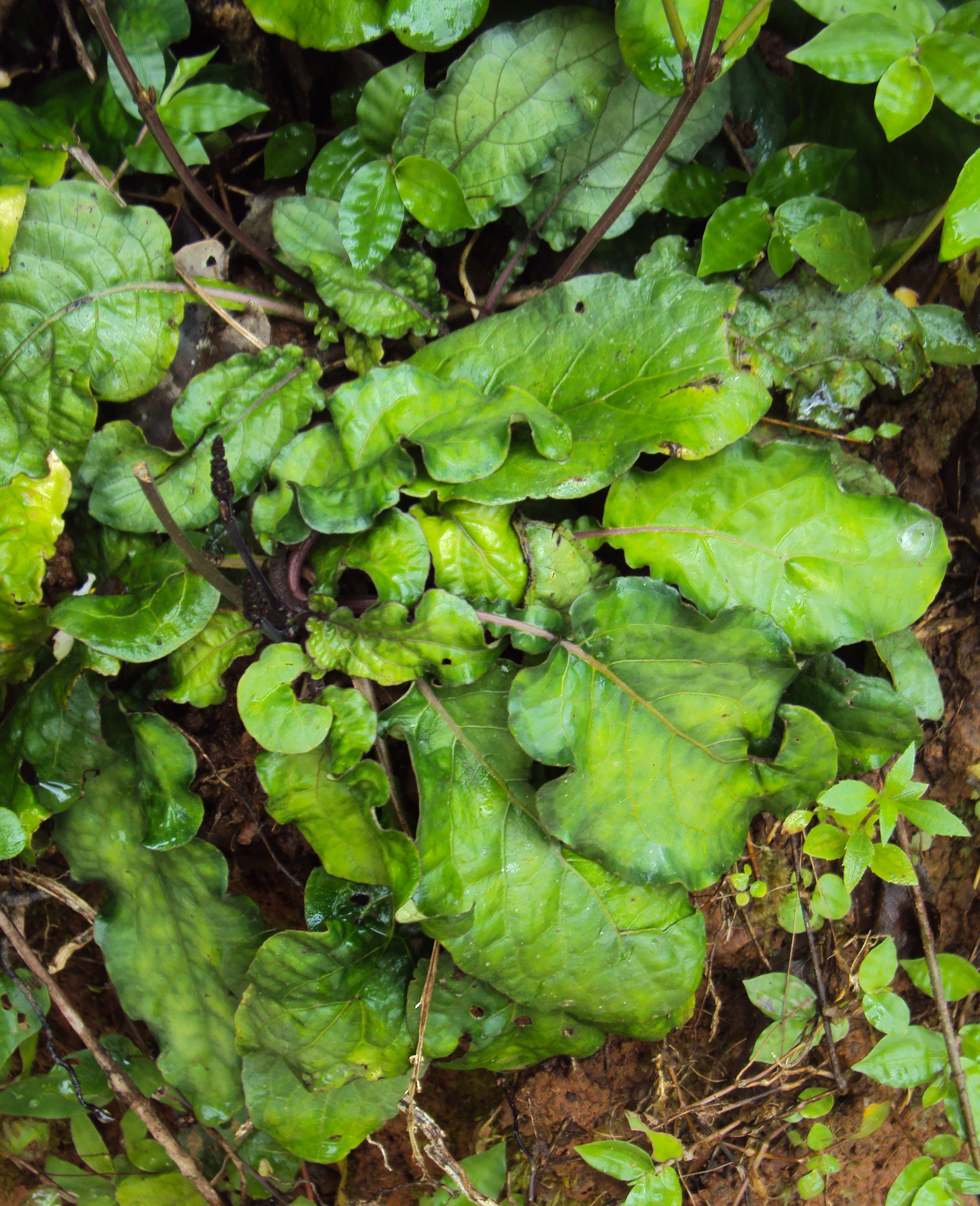

## Dottertaxa tillGymnostachyum, i alfabetisk ordning[1]
- Gymnostachyum affine
- Gymnostachyum canescens
- Gymnostachyum ceylanicum
- Gymnostachyum coriaceum
- Gymnostachyum cumingianum
- Gymnostachyum decurrens
- Gymnostachyum diversifolium
- Gymnostachyum febrifugum
- Gymnostachyum glabrum
- Gymnostachyum glomeratum
- Gymnostachyum glomeruliflorum
- Gymnostachyum gracile
- Gymnostachyum hirsutum
- Gymnostachyum hirtistylum
- Gymnostachyum hirtum
- Gymnostachyum insulare
- Gymnostachyum kwangsiense
- Gymnostachyum langbianense
- Gymnostachyum larsenii
- Gymnostachyum lateriflorum
- Gymnostachyum latifolium
- Gymnostachyum leptostachyum
- Gymnostachyum listeri
- Gymnostachyum longifolium
- Gymnostachyum longispicatum
- Gymnostachyum magis-nervatum
- Gymnostachyum magnum
- Gymnostachyum pallens
- Gymnostachyum paniculatum
- Gymnostachyum pictum
- Gymnostachyum pierrei
- Gymnostachyum polyanthum
- Gymnostachyum pubescens
- Gymnostachyum ridleyi
- Gymnostachyum sahyadricum
- Gymnostachyum scortechinii
- Gymnostachyum signatum
- Gymnostachyum simplicicaule
- Gymnostachyum sinense
- Gymnostachyum spiciforme
- Gymnostachyum subacaule
- Gymnostachyum subrosulatum
- Gymnostachyum thorelii
- Gymnostachyum thwaitesii
- Gymnostachyum tomentosum
- Gymnostachyum trichosepalum
- Gymnostachyum triflorum
- Gymnostachyum trilobum
- Gymnostachyum variegatum
- Gymnostachyum venustum